# Йозеф Манес
Йозеф Манес (на чешки: Josef Mánes) е чешки художник.
Роден е на 12 май 1820 година в Прага в семейството на художника Антонин Манес. Учи в Пражката академия за изобразително изкуство, а след това и в Мюнхен. В продължение на 20 години живее и работи в замъка на меценат в Прухонице. Работи в широк кръг от жанрове, от пейзажи и портрети до етнографски и ботанически етюди. От 1866 година страда от тежко психическо заболяване.
Йозеф Манес умира на 9 декември 1871 година в Прага.